# Calzamaglia
La calzamaglia è un indumento, una specie di fusione tra le mutande e le calze lunghe, e assomiglia ai collant.

## Uso moderno

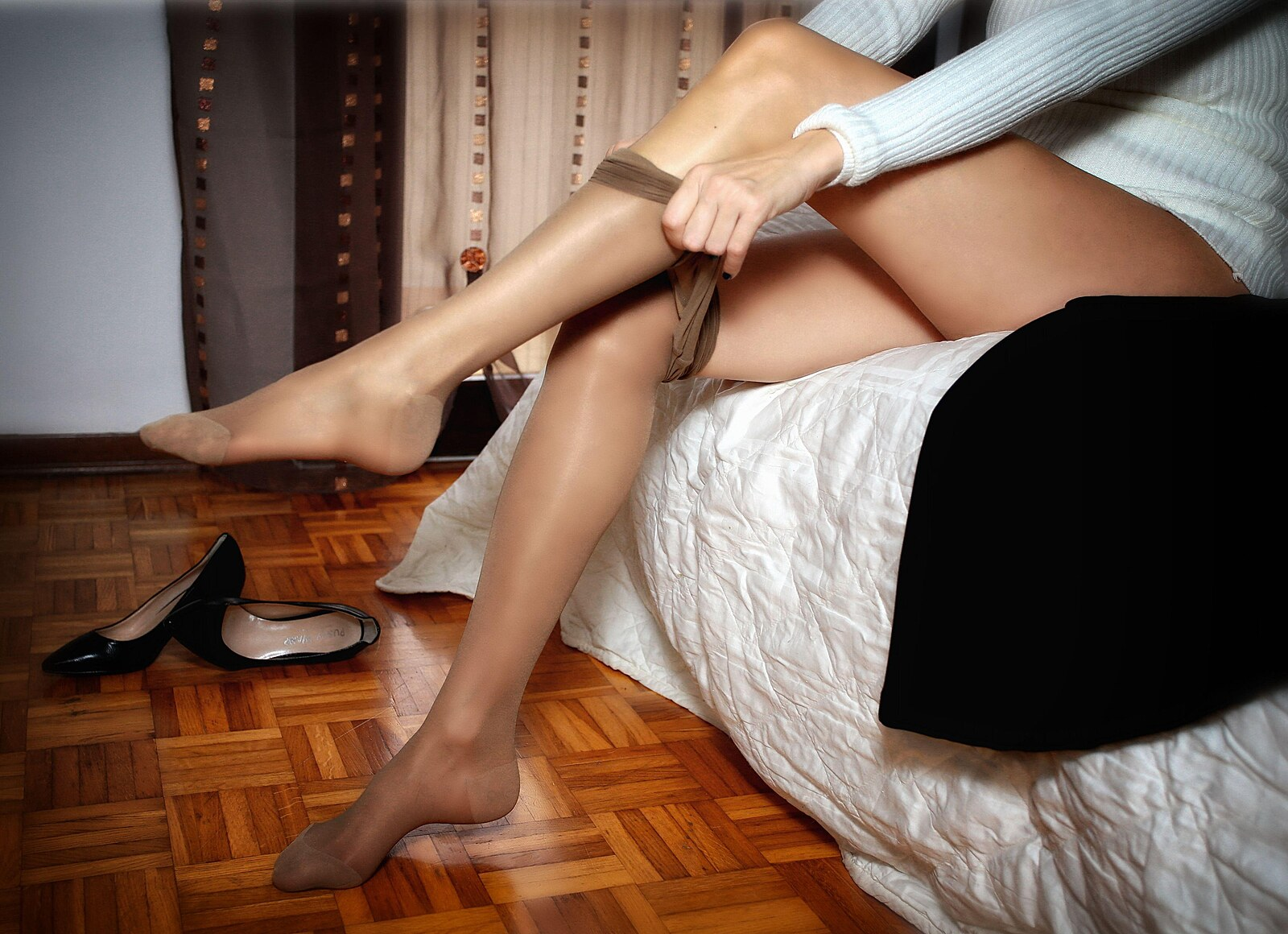
Donna con collant di nylon trasparenti sulle gambe

Oggi la calzamaglia è usata principalmente nei climi rigidi, sopra la biancheria intima o al posto di essa, per proteggere le gambe e le parti intime dal freddo. A questo scopo l'indumento è indossato dagli sciatori. La calzamaglia viene utilizzata anche da attori, ballerini, maschere.

## Calzamaglia nell'uso comune
La calzamaglia ai tempi del Medioevo e del Rinascimento era usata come un indumento maschile, mentre le donne indossavano le calze di seta. Veniva usata da personaggi nobili e ricchi, ed era bianca.
Successivamente l'indumento è stato completamente abbandonato dagli uomini come indumento abitudinario venendo sostituita dai calzini maschili, e inoltre molto più in là con l'avvento del nylon le donne hanno iniziato a portare i collant e le calze velate.
Ad oggi, la calzamaglia viene usata dalle donne come "collant pesante" e al contrario dei veri collant ha uno scopo più di comodità che di bellezza perché non essendo velata non modella le forme di piedi e gambe.
Gli uomini continuano ad usarla esclusivamente per motivi di sport e di attività fisica, soprattutto se in luoghi freddi,  con modelli maschili e coperta da pantaloni. Comunque il numero di uomini che ora usa la calzamaglia è molto basso, dato che molti modelli di pantaloni sportivi risultano molto più efficienti.

## Differenza tra collant e calzamaglia
Come i collant, la calzamaglia si tratta di un tipo di footwear che prende dalla punta dei piedi sino al bacino. Tuttavia, sebbene possano sembrare la stessa cosa, i due indumenti sono due cose leggermente diverse. 
- I collant sono in nylon e sono velati dai 20 denari in giù. La calzamaglia è generalmente di cotone-lana molto calde
- I collant sono calze tipicamente femminili, mentre la calzamaglia viene anche usata da uomini per fare sport o attività fisica.